# Sarah Wescot-Williams
Sarah Wescot-Williams (ur. w 1956 na Sint Maarten) – polityk z Sint Maarten. Szef rządu od 1 lipca 1999 do 8 czerwca 2009. premier od 10 października 2010 do 19 grudnia 2014. Członek Demokratycznej Partii Sint Maarten.